# 서공철
서공철(徐公哲, 1911년 - 1982년)은 대한민국의 가야금 연주자이다. 전라남도 토지면 구산리에서 태어나, 한숙구가 가야금을 가르쳤다.

## 같이 보기
- 강정숙